# Ludwig Adrian Sanders
Ludwig Adrian Sanders, auch kurz Adrian Sanders (* 31. August 1867 in Rotterdam; † 24. Dezember 1956 in Den Haag) war ein niederländischer Bauingenieur und Bauunternehmer.

## Biografie
Sanders besuchte die Handwerksschule in Den Haag. Danach arbeitete er für die Pletterij Enthoven & Co. und nach dem Militärdienst für die Neue afrikanische Handelsgenossenschaft (Nieuwe Afrikaansche Handelsvennootschap) im Kongo beim Bau von Schiffen und Gebäuden. Nach der Rückkehr 1893 war er technischer Zeichner bei der Stadt Den Haag, wobei ihn sein Chef in Mechanik unterrichtete. 1895 wurde er technischer Beamter in der Fabrik der Ijzer-Zementwerke in Amsterdam. Sanders gehört zu den Pionieren des Stahlbetons in den Niederlanden, worüber er in der Zeitschrift De Ingenieur veröffentlichte und teilweise in die deutsche Zeitschrift Beton und Eisen übernommen. In seiner Firma wurde daraufhin zum Ingenieur befördert. Zu seinen Bauwerken gehört ein Vorläufer der späteren Schollenbrug in Amsterdam (1933 gebaut). 1909 wurde er Direktor der von ihm gegründeten Nederlandsche Beton-IJzerbouw.
Er führte ab 1895 Versuche zum Eisenbeton im Maßstab 1:1 aus. Er war der Erste, der die Materialtests zum elastischen Verhalten (Spannungs-Dehnungskurve) von Beton von Carl von Bach und dessen Schüler Ludwig Schüle (1860–1925) auch auf die Betonzugzone anwandte und sich nicht nur auf die Betondruckzone konzentrierte.  
1902 entwickelte er einen 1907 veröffentlichten Plan zur Einpolderung der Zuidersee mit einem Stahlbetondamm (Bijdrage tot de oplossing van het Zuiderzee-vraagstuk, Den Haag 1907). Er entwickelte mit seinem 1909 gestorbenen Bruder Anton Johan sogenannten metallisierten Beton mit Farbeffekten. Zuerst wurde das 1917 in einem Gartenhaus in Utrecht umgesetzt.
Noch 1954 schlug er einen Damm vor für die Schließung des Seewegs von Westkapelle auf Walcheren bis Rockanje auf Voorne-Putten im Rahmen des Deltaplans vor.
Er heiratete 1897 Johanna Helen Roth. Sein gleichnamiger Sohn Ludwig Adrian Sanders Jr. war auch Ingenieur.
1913 wurde er Ehrendoktor der TH Dresden.

## Schriften
- Theorie des Eisenbetons, De Ingenieur, 1898, S. 187ff
- Onderzoek naar de theorie der beton- en cement-ijzer constructiën, 1898/1899
- Het cement-ijzer in theorie en praktijk, Amsterdam, 1907